# Bactrocera trilineola
Bactrocera trilineola är en tvåvingeart som beskrevs av Drew 1989. Bactrocera trilineola ingår i släktet Bactrocera och familjen borrflugor. Inga underarter finns listade.